# Raión de Povórino
El raión de Povórino (ruso: Пово́ринский райо́н) es un distrito administrativo y municipal (raión) ruso perteneciente a la óblast de Vorónezh. Se ubica en el noreste de la óblast. Su capital es Povórino.
En 2021, el raión tenía una población de 31 119 habitantes.
El raión es limítrofe al sur con la óblast de Volgogrado y al este con la óblast de Sarátov.

## Subdivisiones
Comprende la ciudad de Povórino (la capital, que forma un ayuntamiento urbano sin pedanías) y diecinueve localidades rurales, estas últimas agrupadas en los siguientes ocho asentamientos rurales:
- Baichúrovo
- Vijliayevka
- "Dobrovolskoye" (con capital en Oktiabrski)
- Mazurka
- Oktiábrskoye
- Peskí
- Rozhdéstvenskoye
- Samodurovka